# Erebia loritzi
Erebia loritzi är en fjärilsart som beskrevs av Félix Dujardin 1945. Erebia loritzi ingår i släktet Erebia och familjen praktfjärilar. Inga underarter finns listade i Catalogue of Life.